# Bükk
Bükk ist Teil des  Nördlichen Ungarischen Mittelgebirges. Es ist das am höchsten gelegene Karstgebirge des Landes.
Der Name Bükk leitet sich vom ungarischen Wort für Buche ab, der dort vorherrschenden Baumart. Bükk ist Ungarns größtes zusammenhängendes Waldgebiet und umfasst ungefähr 100.000 Hektar. Als höchster Gipfel galt lange Zeit der Istállós-kő mit 959 m. Messungen Anfang 2014 ergaben, dass der Szilvási-kő höher ist: 960,715 Meter. Weitere Gipfel sind der Bálvány mit 956 m und der 949 m hohe Tar-kő. Es gibt noch etwa 20 weitere Gipfel mit über 900 m Höhe. Der mittlere Bereich des Mittelgebirges hat seit 1977 den Status eines Nationalparks.

## Geologie
Das Grundgestein wurde zwischen dem Oberkarbon und dem Mitteljura aus dem nordafrikanischen Teil der Tethys angehoben. Die Ablagerungen aus einem Zeitraum von 160 Millionen Jahren bilden die Grundlage für die heutigen Gesteinsschichten aus Kalkstein, Dolomit, Sandstein und aus Lehm entstandenen Schiefer. Während der Trias lagerten sich infolge von Vulkanausbrüchen Rhyolith, Andesit und Basalt ab. Während des Jura kam Gabbro hinzu. Am Ende dieses Erdzeitalters schloss sich das Tethysmeer. Zwischen dem Oberjura und Eozän formte sich die gefaltete Struktur aus, als sich Stücke der ozeanischen Plattenkruste über die verjüngte Kontinentalplatte schoben. Im Paläogen erhob sich schließlich das Gebirge. Am Anfang des Eozäns rückte das Meer erneut vor und hat Spuren in Form von Sedimenten hinterlassen. Am Ende des Oligozäns schoben sich Gesteinsschichten darüber, die 20–25 Millionen Jahre zuvor während des Paläozäns entstanden sind. Im Miozän intensivierte sich die vulkanische Aktivität und das Gebiet wurde mit Vulkangestein bedeckt. Im südlichen Teil des Bükk sind Sedimente des Pannon-Sees zu finden.

## Wasserreservoir
Eine landschaftliche Besonderheit ist die Bükk-Hochebene, ein von steilen Felswänden und Hängen natürlich abgegrenztes beinahe ebenes Gebiet, das nur an wenigen Stellen zugänglich ist. Aus den Wasserwegen der Hochebene speist sich das Trinkwasser für eine halbe Million Menschen in der Umgebung. Diese Wasserwege formten durch Flusserosion die Anhöhen der Kalksteinhochebene aus. Das Niederschlagswasser dringt in das Höhlen- und Spaltensystem ein, bahnt sich seinen Weg durch ein komplexes System von Rinnsalen und Wasserläufen und tritt schließlich an den Quellen am Fuß der Berge aus. Einige dieser Quellen sind nur im Frühjahr aktiv und stellen dann ein beliebtes Wanderziel dar (Vörös-kő-völgyi-időszakos-forrás, Imó-i.f.).
Das Wasser ist rein und kann ohne zusätzliche Klärung zu den Konsumenten weitergeleitet werden. An der Südseite ist das Trinkwasser von besonders reinem Geschmack, da es einen 20–30 km langen unterirdischen Weg zurücklegt. In Wirklichkeit ist diese Strecke um ein Vielfaches länger, da das Filtersystem weit verzweigt ist. Jedoch ist es ein nicht ignorierbares Zeichen, dass im Juni 2006 das Trinkwasser in Miskolc infolge illegaler Tierhaltung und Düngung vorübergehend verschmutzt wurde.

## Höhlen im Bükk
Zurzeit sind 1072 Höhlen bekannt, von denen viele auch ohne eine spezielle Ausbildung besichtigt werden können. Dazu gehören die tiefste Höhle des Landes, die 254 m lange István-Höhle, die Anna-Höhle, die Szeleta-Höhle, das Kecske-Loch und die Istállós-kő-Höhle. Die drei letztgenannten wurden bereits von Urmenschen benutzt. Die Istállós-kö enthielt Stein- und Knochengeräte aus dem Aurignacien. Die untere Schicht enthielt etwa 50 Speerspitzen mit gespaltener Basis (Aurignac-Spitzen), die obere solche mit massiver Basis (Lautscher Spitzen). Die mit Steinen eingefasste Feuerstelle von drei mal vier Metern enthielt außer Holzkohle zahlreiche Tierknochen, zu 80 % die von jungen Höhlenbären, auf Grund der vorgefundenen Penisknochen etwa 2000 Tiere. Eine Besonderheit ist eine 45.000 Jahre alte, 12 cm lange Knochenflöte. Da viele Höhlen Lebensraum für seltene Tiere bieten, stehen 45 von ihnen unter Schutz.

## Orte und Gemeinden

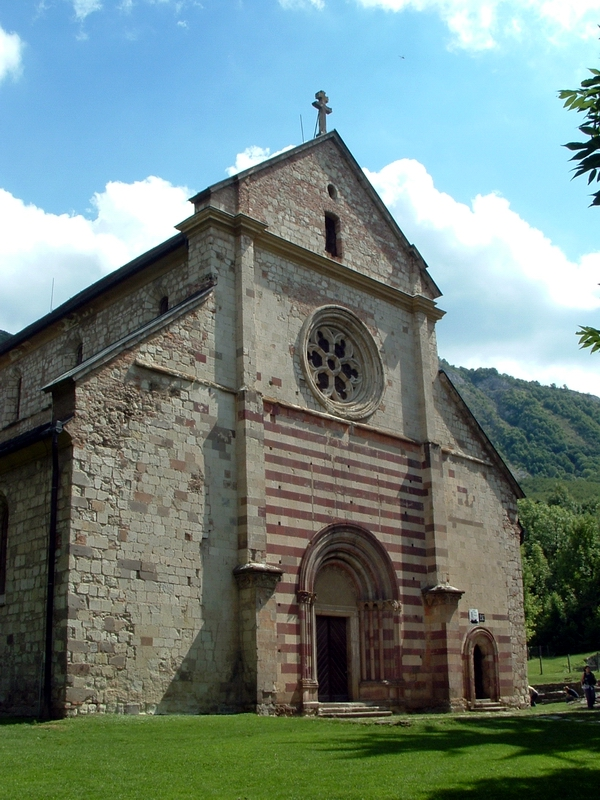
Zisterzienserkirche Kloster Bélapátfalva

- Norden: Parasznya, Tardona, Dédestapolcsány, Mályinka, Nagyvisnyó
- Westen: Eger, Felsőtárkány, Szarvaskő, Mónosbél, Bélapátfalva,  Szilvásvárad
- Süden: Kisgyőr, Harsány, Bükkaranyos, Mocsolyás, Latorpuszta, Kács, Tibolddaróc, Cserépváralja, Cserépfalu, Bükkzsérc, Noszvaj, Felsőtárkány
- Osten: Miskolc, Vadna, Sajószentpéter, Sajóbábony
- In den Bergen: Bükkszentkereszt, Répáshuta, Bükkszentlászló, Ómassa, Lillafüred, Hollósteto

## Tourismus
Das Bükk gilt als die Lunge des Landes, deren sich weit erstreckende Natur geschützt und gepflegt wird. Das Gebiet bietet sich vor allem zum Wandern an. Bei Wanderern aus Eger und Miskolc besonders beliebt ist der nur am Sonntag verkehrende Bus, der quer durch den südlichen Teil des Bükk fahrend, ein idealer Ausgangspunkt für Wanderungen ist. Für motorisierte Fahrzeuge sind nur wenige Parkflächen ausgewiesen. Es gibt eine Vielzahl von Touristenverbänden, die geführte Wanderungen anbieten.

### Sehenswürdigkeiten

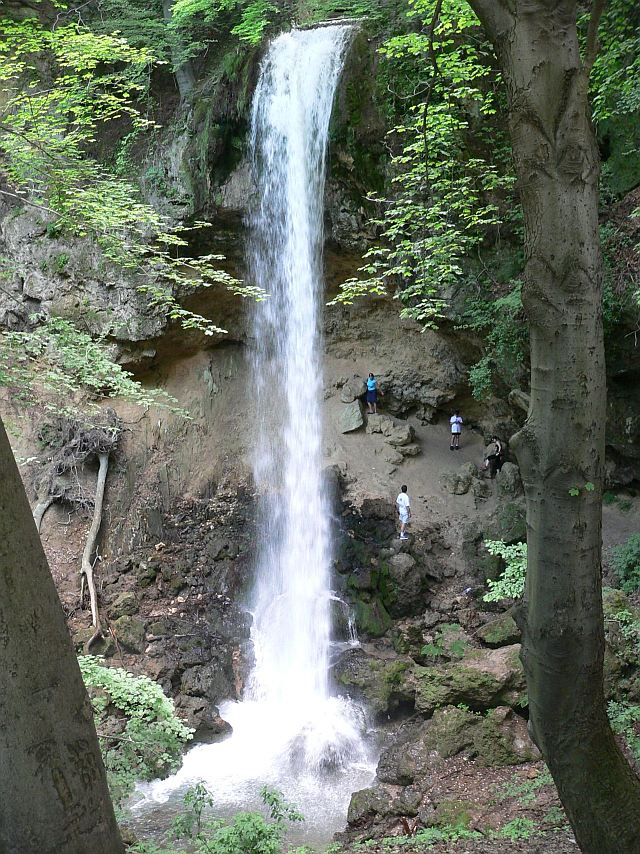
Der Wasserfall in Lillafüred

- In Miskolctapolca nahe der Stadt Miskolc befindet sich das Thermalbad Barlangfürdő („Höhlenbad“).
- Wo sich die Täler Szinva und Garadna treffen liegt der Ort Lillafüred, wo der größte Wasserfall des Landes zu finden ist.
- Im Szalajka-Tal gibt es ein Waldmuseum und eine Forellenzucht.
- In Bánkút sind Skipisten angelegt.
- In Bélapátfalva ist das Kloster Bélapátfalva und eine Klosterruine zu sehen.
- Der Tar-kő, eine Klippe auf 949 m Höhe bietet Aussicht auf das Alföld.
- Das Kecske-lyuk („Ziegen-Loch“) ist eine Quellenhöhle.
- Die periodisch aktiven Quellen bei Felsőtárkány.
- Eine weitere Klosterruine ist Szentlélek („Heiliger Geist“).
- Das Nagy-mező („Großes Feld“).
- Die Szeleta-Höhle
- Der Őskohó
- Der Bél-kő
- Die Burgruinen Gerenna und Dédes bei Szilvásvárad
- Das Schluchten-Tal Sebes-víz
- Schmalspurbahnen:
  - Lillafüredi Állami Erdei Vasút („Staatliche Waldbahn Lillafüred“)
  - Felsőtárkányi Állami Erdei Vasút („Staatliche Waldbahn Felsőtárkány“)
  - Szilvásváradi Erdei Vasút („Waldbahn Szilvásvárad“), siehe auch Szalajka-Eisenbahn